# St-Hippolyte (Jaligny-sur-Besbre)

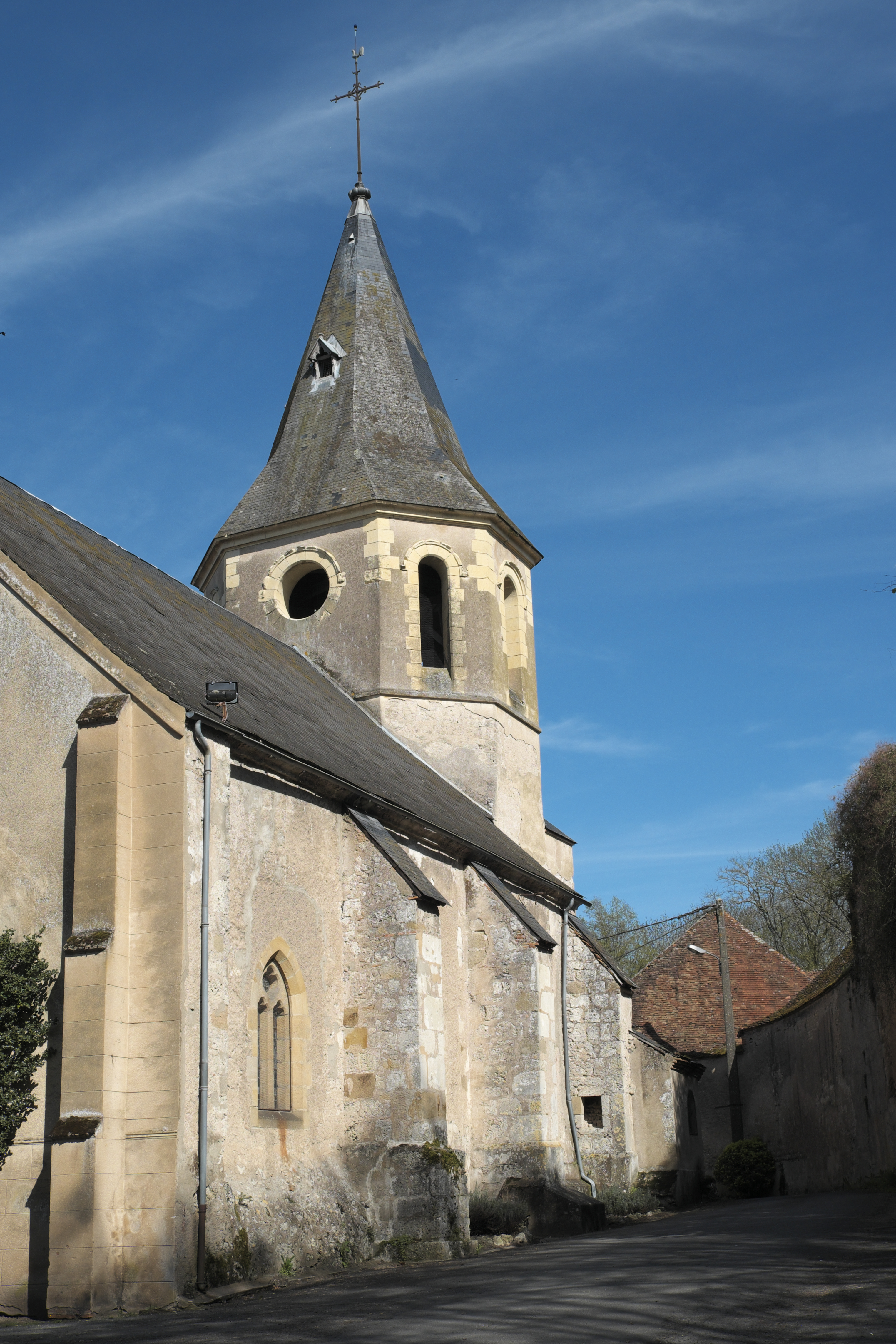
Pfarrkirche Saint-Hippolyte

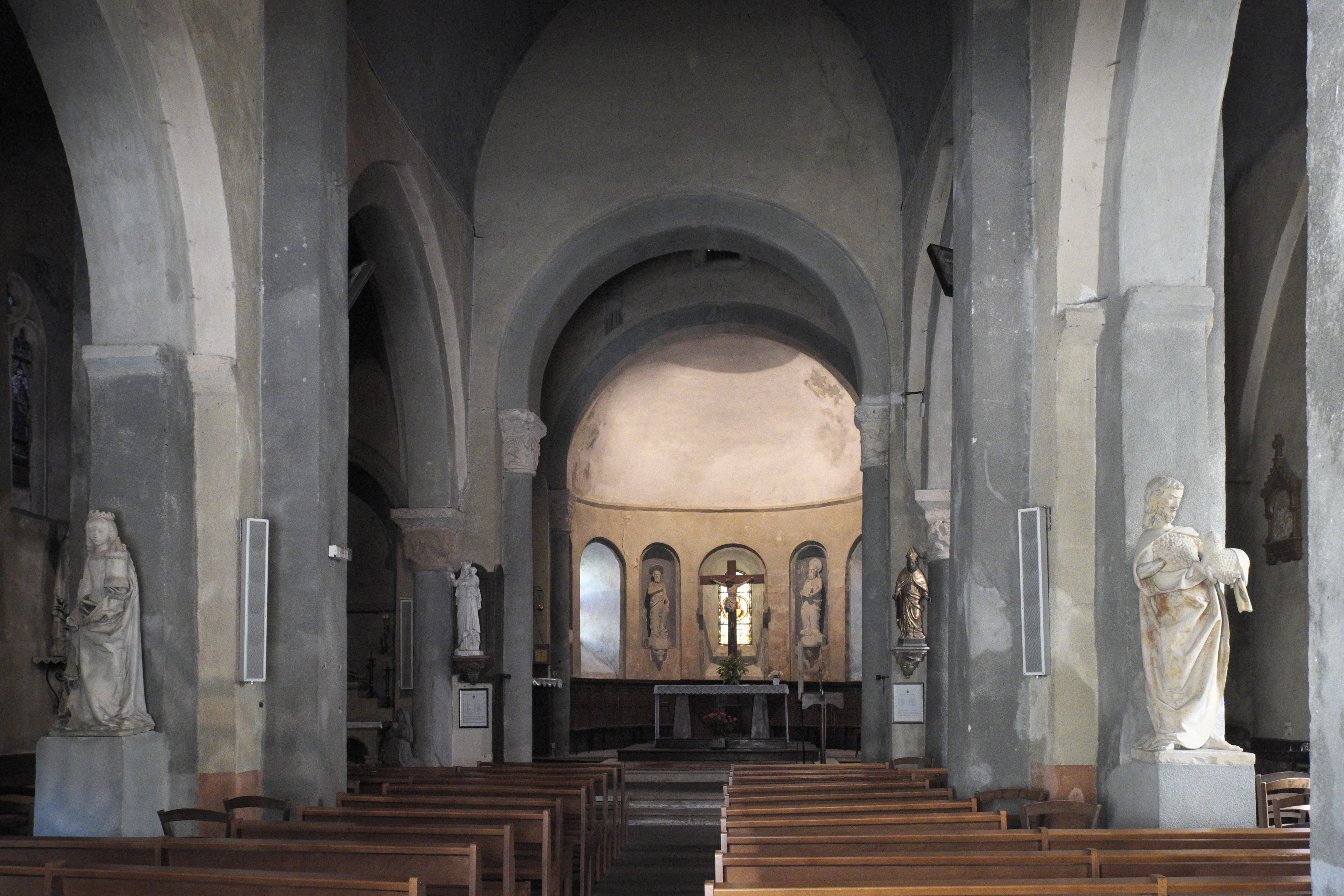
Innenraum

Die katholische Pfarrkirche Saint-Hippolyte in Jaligny-sur-Besbre, einer Gemeinde im Département Allier in der französischen Region Auvergne-Rhône-Alpes, wurde im 11. Jahrhundert vermutlich als Schlosskapelle errichtet. Die Kirche besitzt wertvolle Skulpturen aus dem 15. Jahrhundert.

## Geschichte
Die ursprünglich fünfjochig geplante Kirche wurde nicht vollendet. Nach Fertigstellung des dritten Jochs wurden aus nicht bekannten Gründen die Bauarbeiten eingestellt. Ende des 18. Jahrhunderts errichtete man, vermutlich an der Stelle der provisorischen Mauer, die Westfassade. Der alte Glockenturm wurde 1794 in der Folge der Französischen Revolution abgerissen. Im 19. Jahrhundert wurde der heutige oktogonale Turm neu aufgebaut.

## Innenraum
Das dreischiffige Langhaus besitzt drei Joche. Der Chor ist der älteste Teil der Kirche und stammt zum Teil noch aus dem 11. Jahrhundert. Im Chor sind romanische Kapitelle erhalten, die zum Teil figürlich, zum Teil ornamental gestaltet sind.

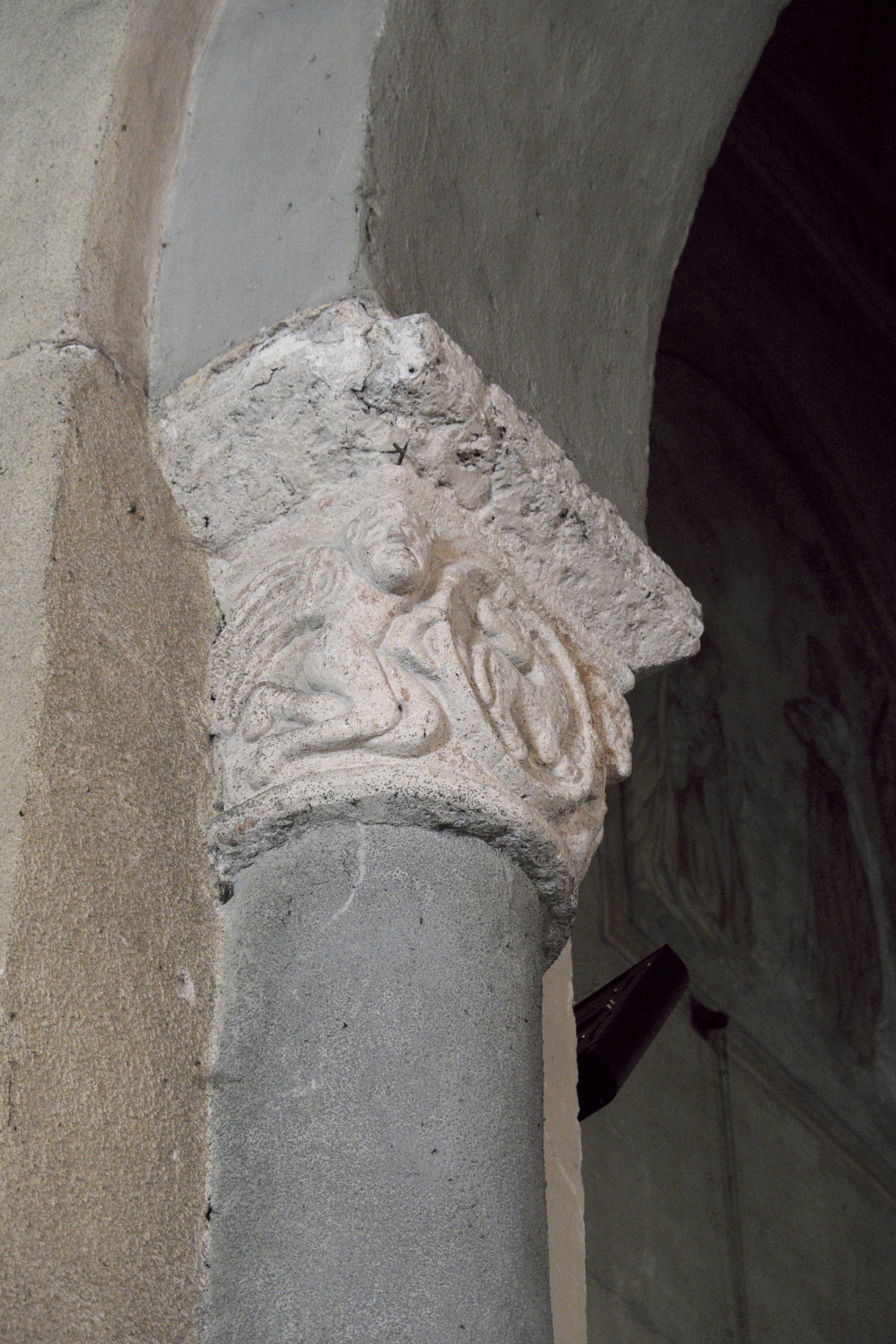
Kapitell
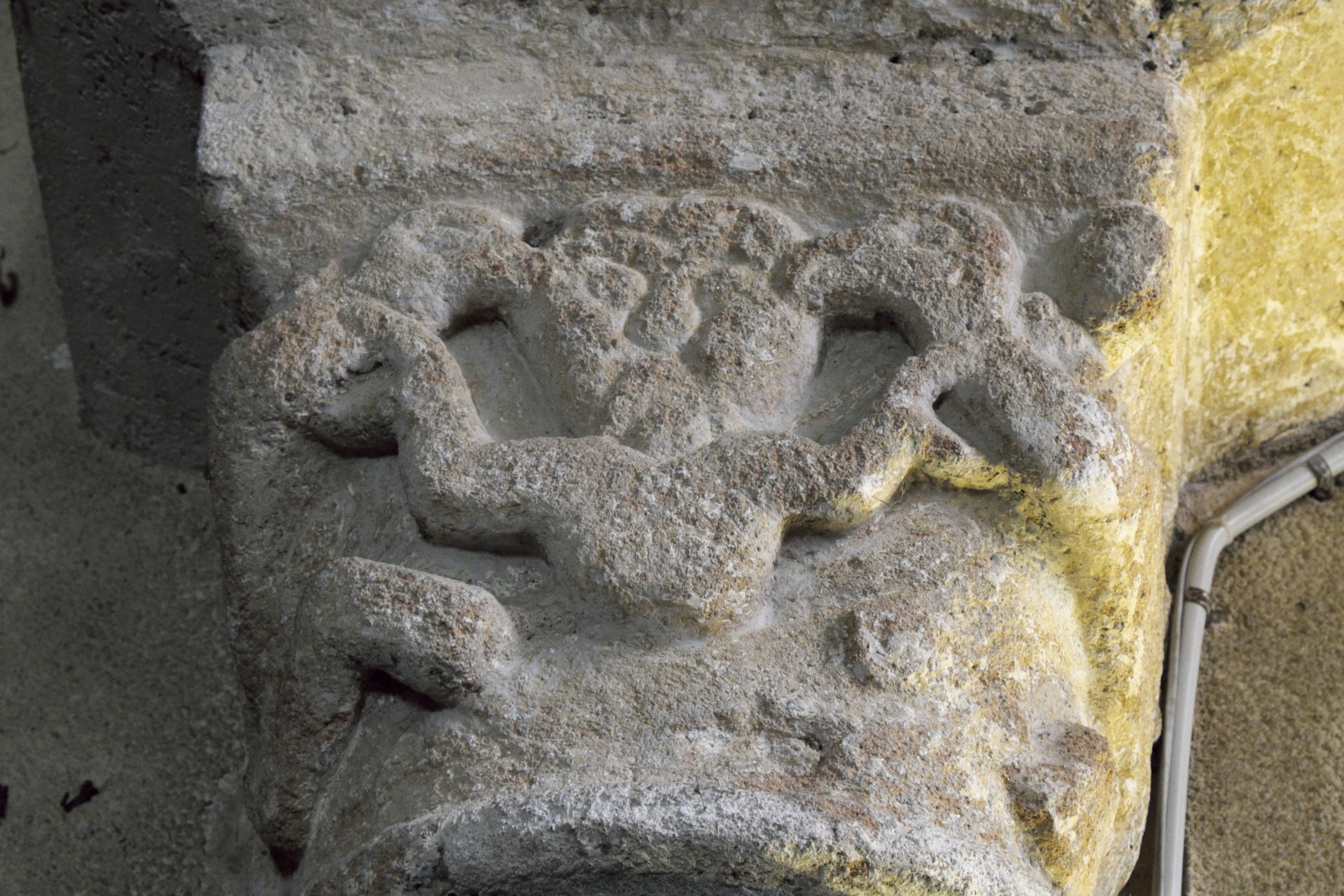
Kapitell
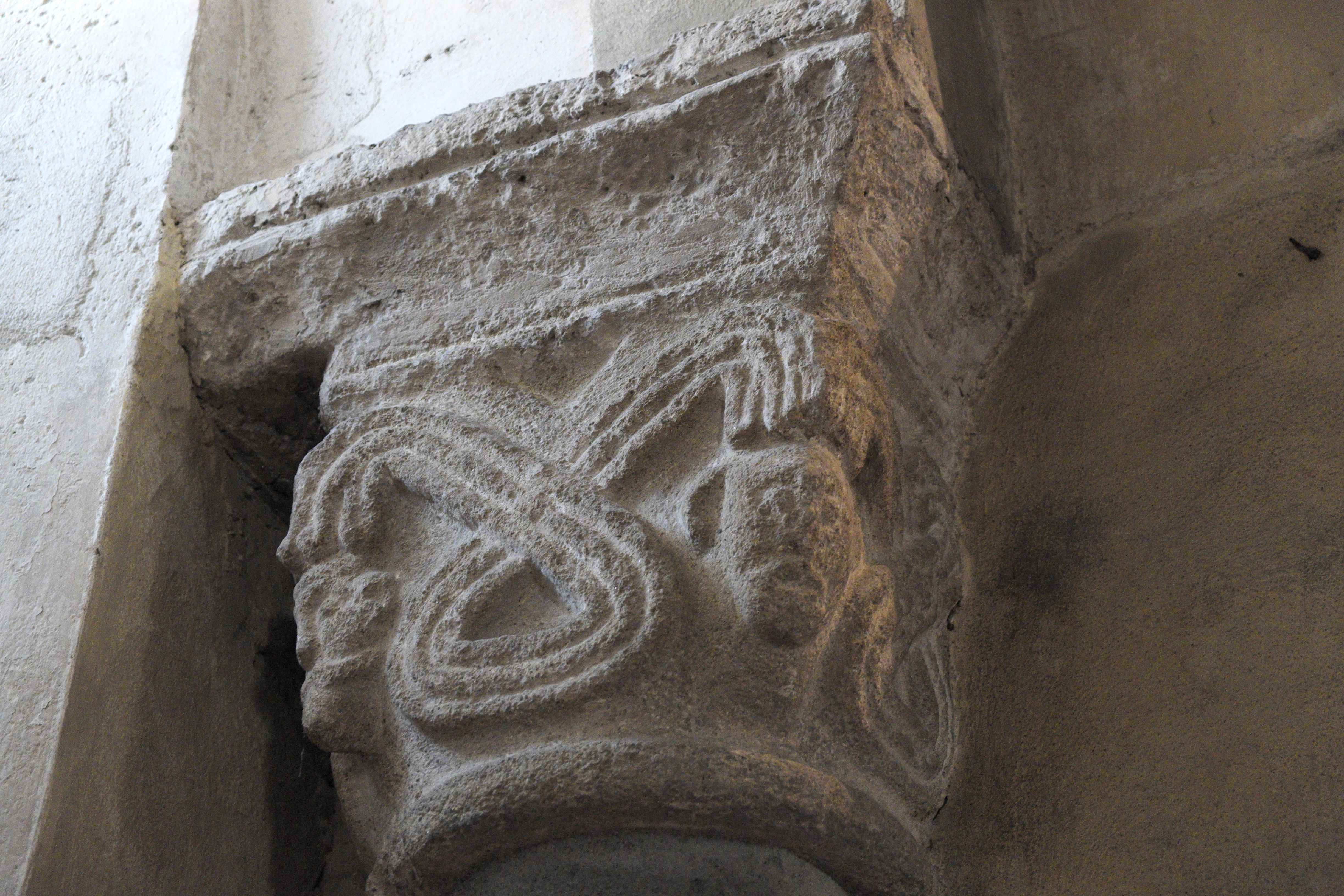
Kapitell
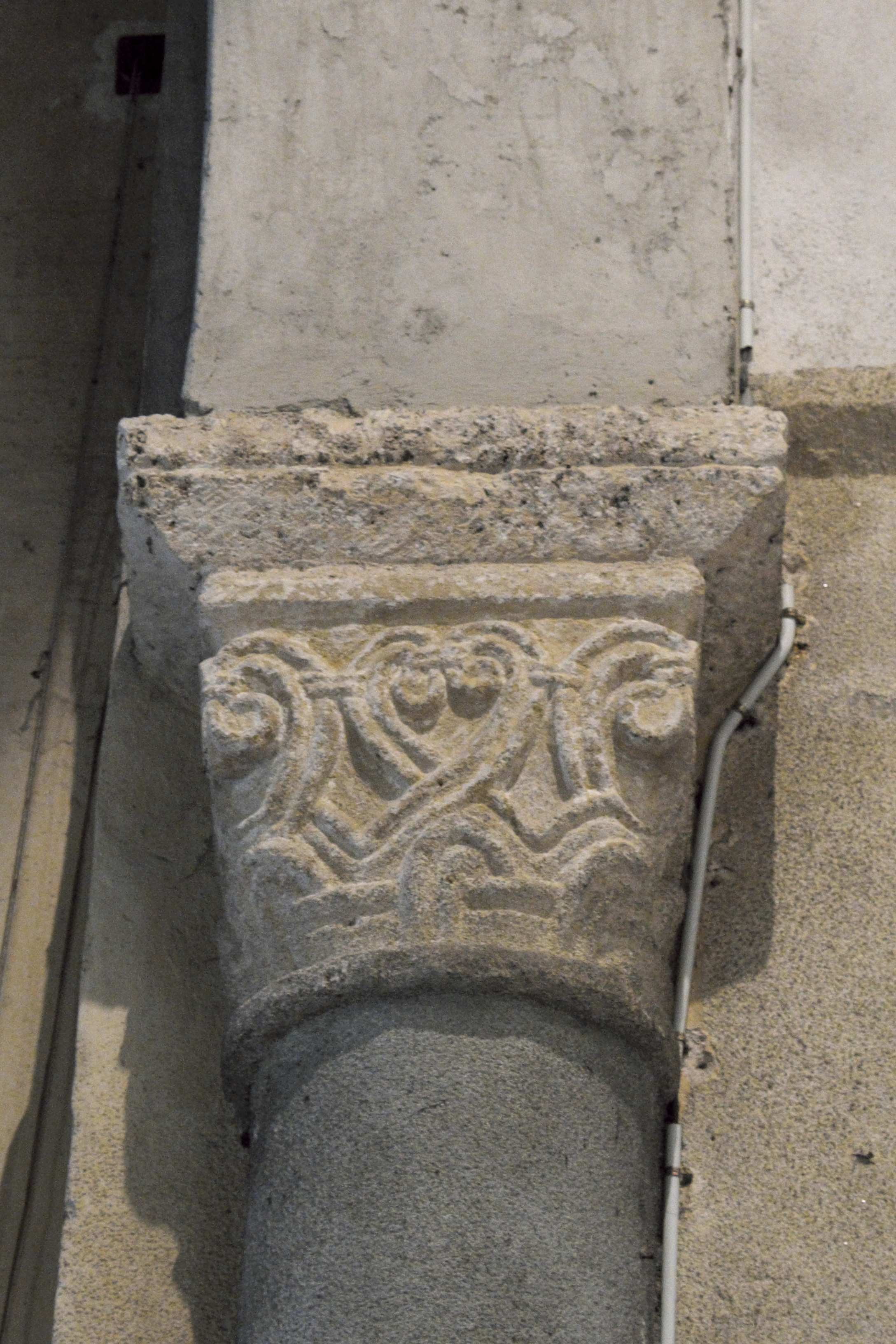
Kapitell

Die Kuppel unter dem Turm wurde im 18. Jahrhundert mit Wandmalereien versehen. Eine Szene stellt Jesus und die Samariterin dar, die andere Maria Magdalena, die den auferstandenen Jesus für einen Gärtner hält.

## Bleiglasfenster

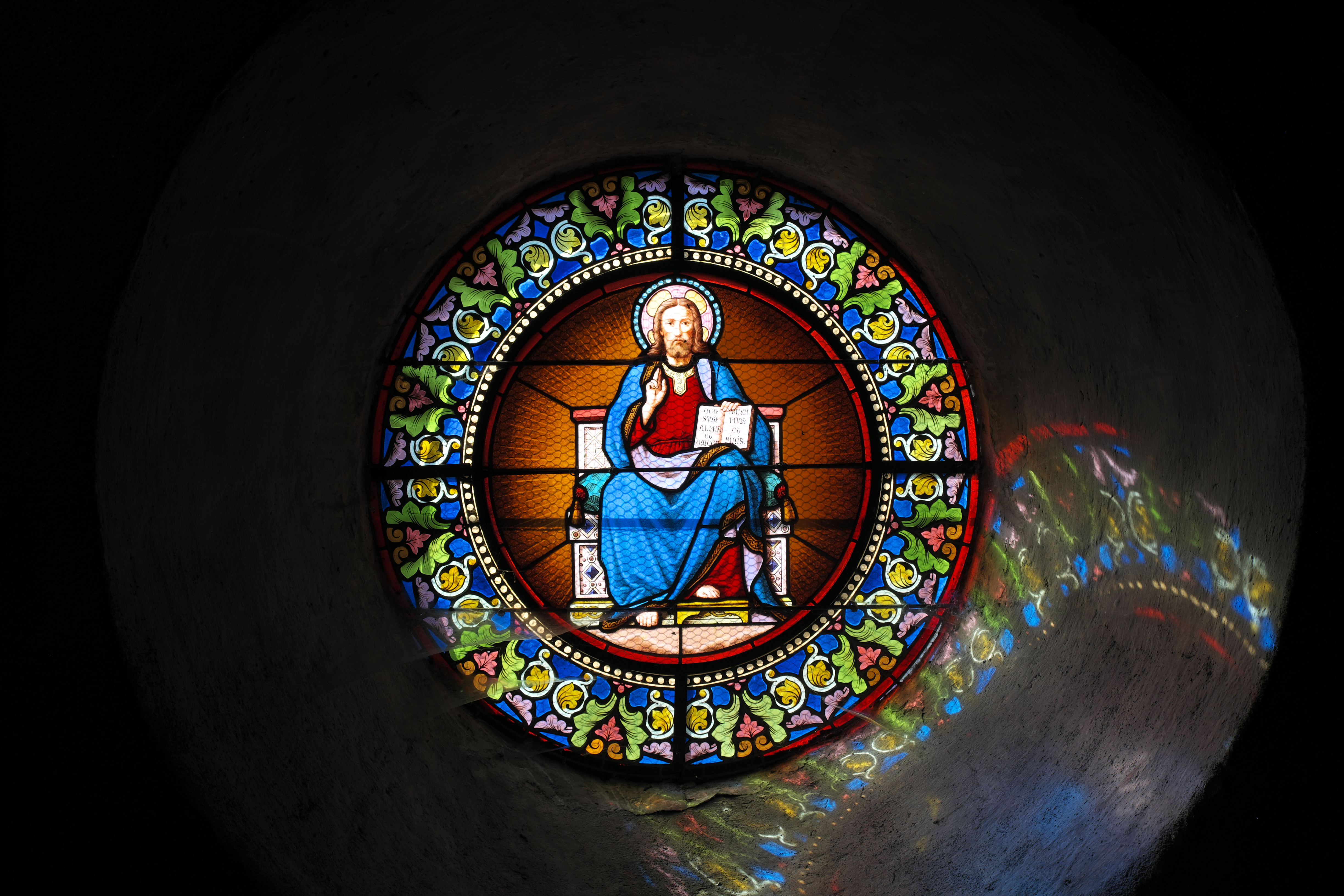
Majestas Domini

Die Bleiglasfenster der Kirche stammen aus dem 19. Jahrhundert. Das älteste Fenster wurden 1848 in der Glasmalereiwerkstatt von Alexandre Mauvernay in Saint-Galmier hergestellt. Es stellt den französischen König Ludwig den Heiligen dar, der auf einem Kissen die Dornenkrone trägt. Am linken unteren Bildrand steht die Signatur: Mauvernay et Pagnon St. Galmier 1848. Ein weiteres Fenster mit der Darstellung der Herz-Jesu-Erscheinung der Nonne Margareta Maria Alacoque weist die Signatur auf: ÉTIENNE  (F. Étienne) et MOUILLERON (L. Mouilleron) A BAR-LE-DUC 1890. Die anderen Fenster sind nicht signiert. Auf ihnen sind der heilige Franz von Assisi, die Apostel Petrus und Johannes, der Apostel Paulus und der heilige Eugen sowie die allegorischen Darstellungen des Friedens, der Liebe und der Hoffnung zu sehen. Ein Fenster zeigt den heiligen Dominikus, der von der Muttergottes den Rosenkranz empfängt. Auf dem Rundfenster über der Empore ist eine Majestas Domini dargestellt.

## Ausstattung
Die Kirche besitzt drei Skulpturen aus dem 15. Jahrhundert, die als Monuments historiques in die Liste der denkmalgeschützten Objekte in Frankreich aufgenommen wurden. Alle drei Figuren sind aus Stein gemeißelt. Die heilige Barbara (links) und Johannes der Täufer (rechts) stehen sich im zweiten Joch des Langhauses gegenüber. Johannes der Täufer ist mit dem Opferlamm dargestellt, die heilige Barbara mit ihrem Attribut, dem Turm. Die Skulpturengruppe der Pietà steht am Ende des nördlichen Seitenschiffs. 

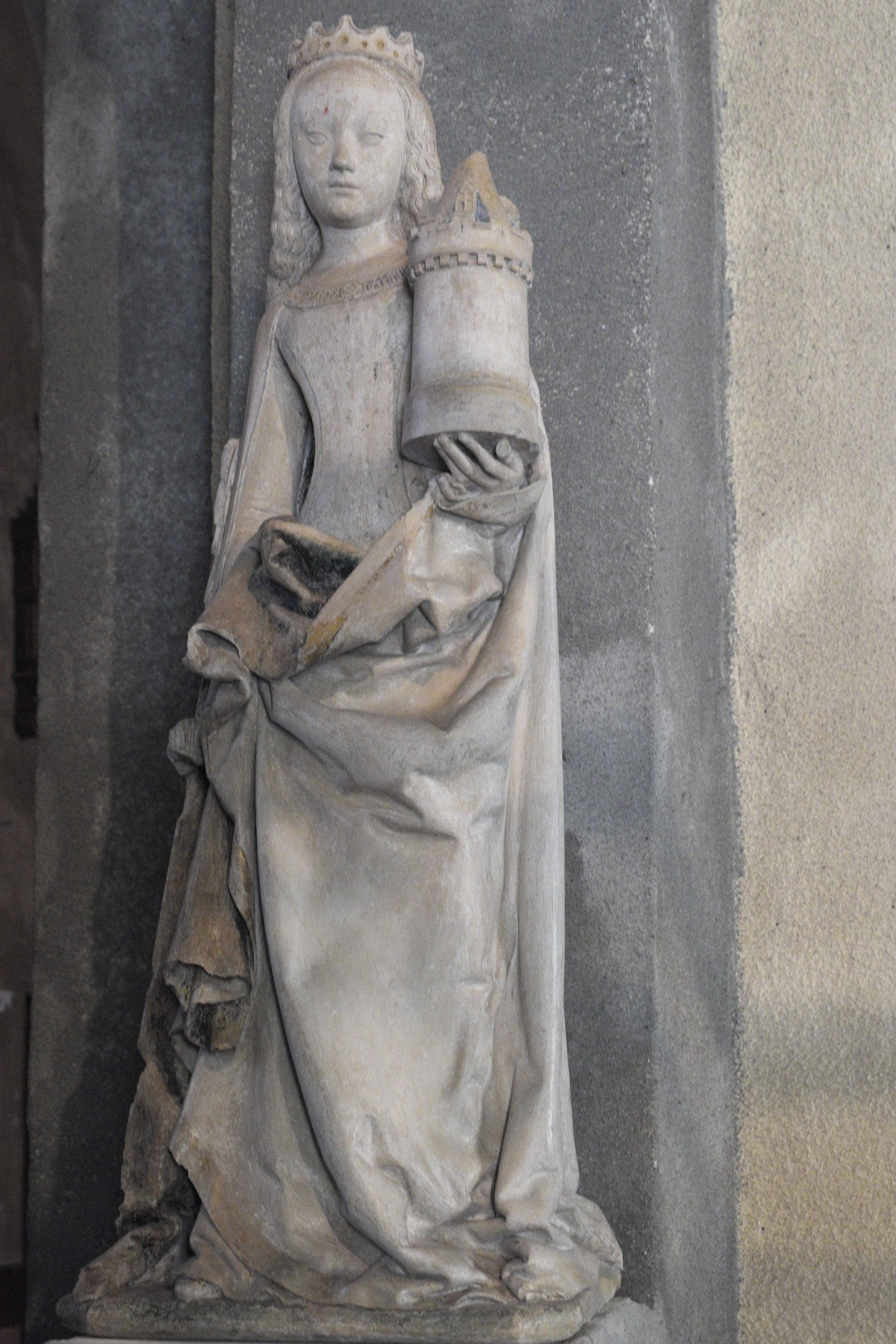
Heilige Barbara
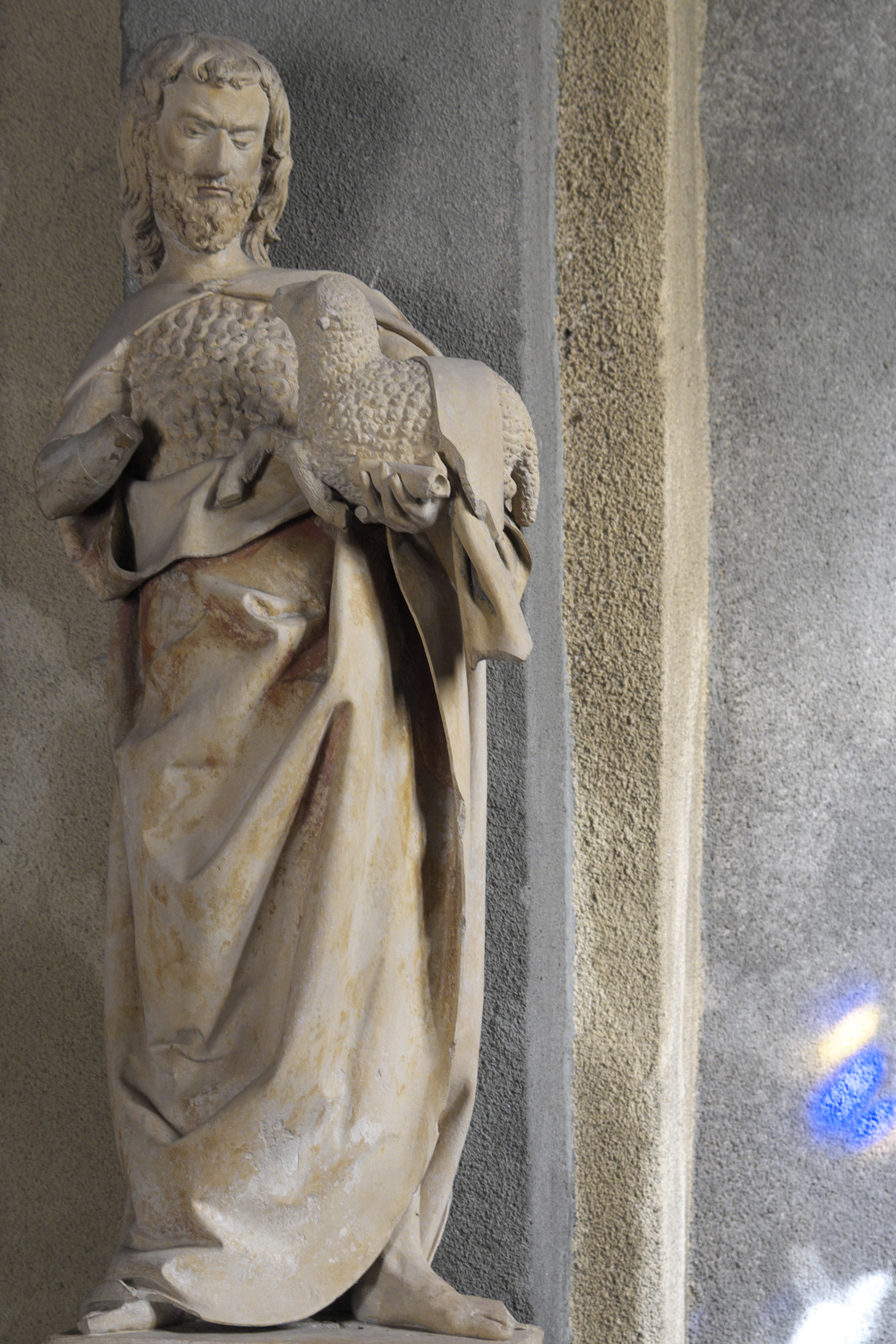
Johannes der Täufer
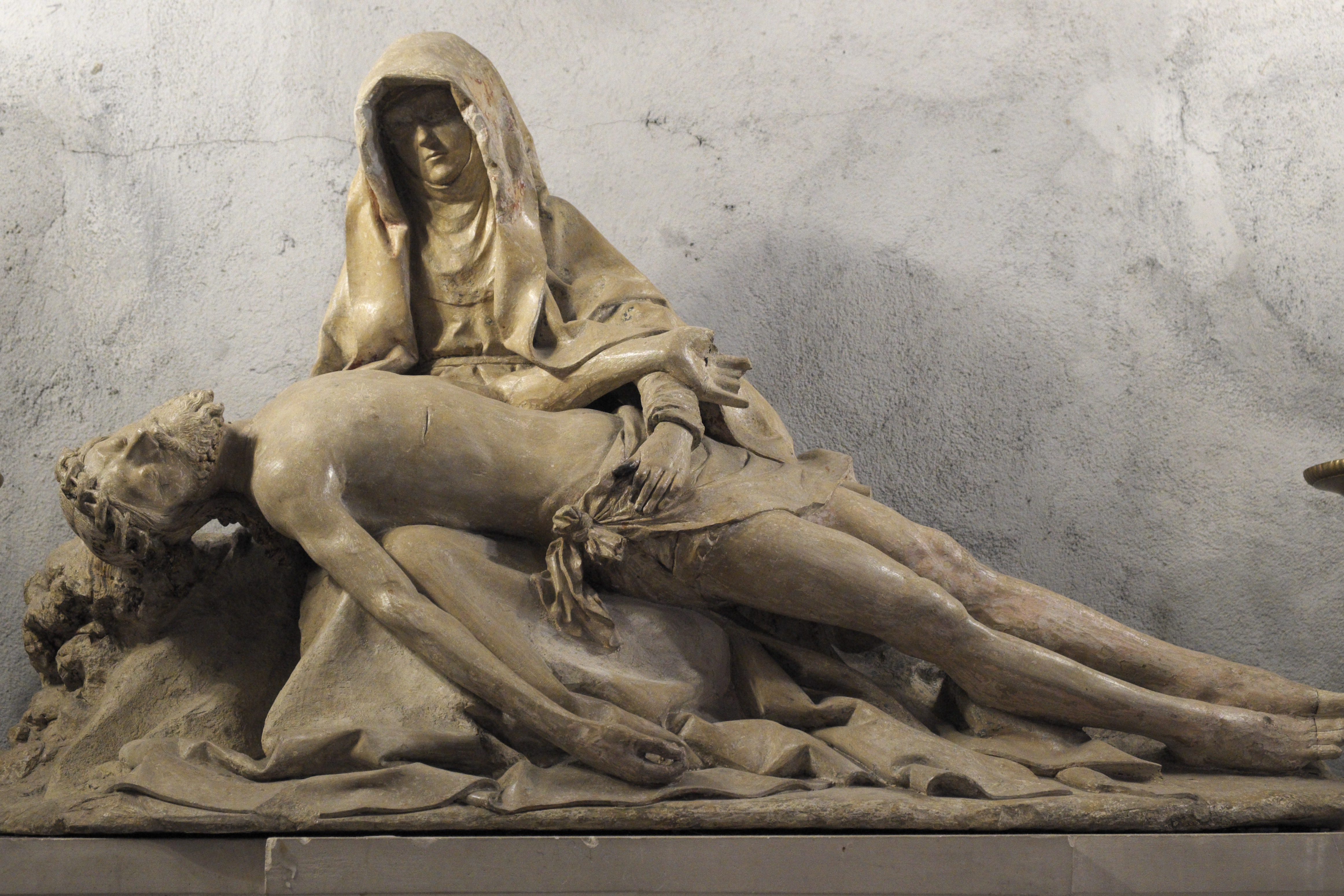
Pieta